# Rajd Grecji 1972
Rajd Grecji 1972 (20. Acropolis Rally) – rajd samochodowy rozgrywany w Grecji od 25 do 28 maja 1972 roku. Była to piąta runda Międzynarodowych Mistrzostw Producentów w roku 1972. Rajd został rozegrany na nawierzchni szutrowej i asfaltowej.

## Wyniki końcowe rajdu[1]
| Msc. | Kierowca            | Pilot                | Samochód                   | Czas      | Strata     |
| ---- | ------------------- | -------------------- | -------------------------- | --------- | ---------- |
| 1.   | Håkan Lindberg      | Helmut Eisendle      | Fiat 124 Sport Spider      | 6:18:18.0 | –          |
| 2.   | Simo Lampinen       | Bo Reinicke          | Lancia Fulvia 1.6 Coupé HF | 6:18:41.4 | +23.4      |
| 3.   | Achim Warmbold      | Hans-Joachim Dörfler | BMW 2002 Ti                | 6:19:59.0 | +1:41.0    |
| 4.   | Luciano Trombotto   | Maurizio Enrico      | Fiat 124 Sport Spider      | 6:26:12.4 | +7:54.4    |
| 5.   | Tony Fall           | Mike Wood            | BMW 2002 Ti                | 6:27:17.0 | +8:59.0    |
| 6.   | Shekhar Mehta       | Paul Easter          | Datsun 240Z                | 7:03:06.0 | +44:48.0   |
| 7.   | Alberto Smania      | Arturo Zanuccoli     | Fiat 124 Spider            | 7:08:47.9 | +50:29.9   |
| 8.   | Tasos Livieratos    | Miltos Andriopoulos  | Alpine-Renault A110 1600   | 7:32:16.7 | +1:13:58.7 |
| 9.   | Roland Fiat         | Alain Beauchef       | Opel Ascona SR             | 8:04:32.3 | +1:46:14.3 |
| 10.  | Ali Sipahi          | Oral Tan             | BMW 2002 Ti                | 8:14:36.5 | +1:56:18.5 |
| 11.  | Andrzej Jaroszewicz | Andrzej Szulc        | Polski Fiat 125p 1500      | 8:58:55.8 | +2:40:37.8 |